# Ondska

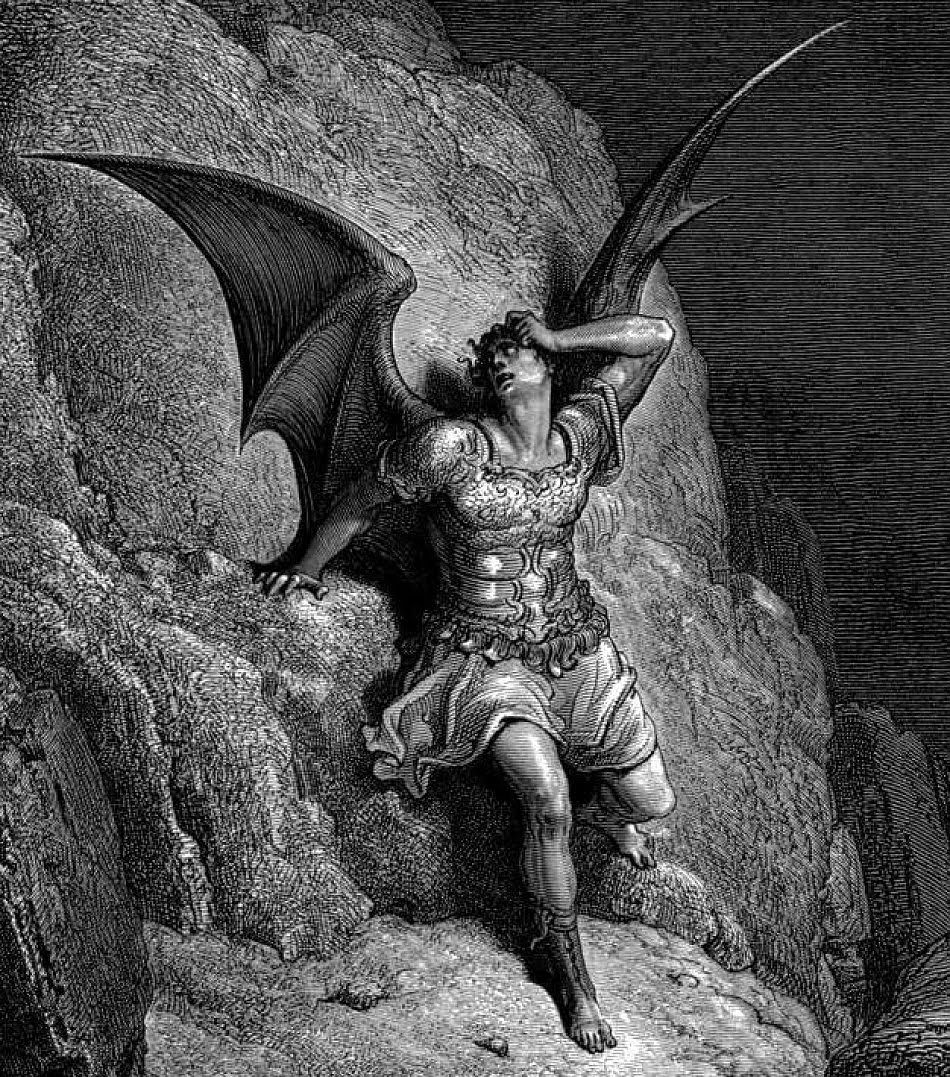
Satan porträtterad av Gustave Doré i John Miltons Det förlorade paradiset.

Ondska är i många kulturer ett vitt begrepp som omfattar tankar, ord, handlingar eller händelser som av majoriteten i en bestämd omgivning ses som fördärvliga eller hemska. 
Begreppet kan dels syfta till grovt omoraliska handlingar (moralisk ondska), men även till naturkatastrofer (naturlig ondska). Ondska beskrivs ofta som motsatsen till godhet, men även som frånvaro av godhet. Begreppen ondska och godhet hanteras av i stort sett samtliga religioner, och i vissa trosuppfattningar är ondska förknippad med varelser som Satan, Ahriman eller Mara.
I religion och filosofi handlar "ondskans problem" om att förklara ondskans väsen, ursprung, orsak och eventuella "lösning". I gudatroende religioner kan "ondskans problem" även syfta till teodicéproblemet – hur existensen av ondska är kompatibel med en allvetande, allsmäktig och god skapargud.

## Konfucianism
I konfucianismen finns två typer av svar till ondskans ursprung och lösning. Xun Zi menade att människan i grunden är ond, men att människan kan utbildas till godhet. Xun Zi representerar den så kallade "naturalistiska" falangen inom konfucianismen. Mencius representerar i sin tur den "idealistiska" falangen. Mencius ansåg att människan i grunden är god, men att samhället besudlat denna godhet till den grad att ondska uppstått. Mencius menar att lösningen på detta problem är att genom utbildning få människor att hitta tillbaka till och bevara sin inneboende godhet.

## Teodicéproblemet
Teodicéproblemet berör hur existensen av ondska är kompatibel med en allsmäktig, allvetande och helt god skapargud. En del tänkare, såsom J. L. Mackie, har anfört att existensen av ondska är logiskt inkompatibel med en allvetande, allsmäktig och helt god skapargud. Mackies argumentationstyp kallas för det "deduktiva argumentet". Andra, såsom William Rowe, har istället anfört att den intensitet, variation och omfattning av ondska i världen är ett skäl för att betvivla Guds existens. Rowes argumenationstyp kallas för det "induktiva argumentet".
Flera lösningar har anförts till teodicéproblemet. Bland annat har teologer argumenterat för att ondska är en följd av människans fria vilja eller att ondska är ett resultat av inneboende konflikter i Guds natur. Andra har argumenterat för att ondska inte finns, utan att det som kallas ondska endast är en brist på godhet.

## Karma
I religion och filosofi som har sitt ursprung i Indien besvaras ondskans problem i regel med att ondska är ett resultat av människors handlingar i tidigare liv. Världens ondska, inklusive naturkatastrofer, betraktas därmed som ett resultat av dålig karma. I teistiska indiska religioner beskrivs Gud som den som administrerar följderna av karma, medan i icke-teistiska indiska religioner/filosofier anses karma verkställas genom naturliga kausala lagar.

## Satan och onda andar i kristendomen
Inom kristendomen förkroppsligas ondskan av Satan eller Djävulen, som genom åren har ansetts vara synonym med den fallne ängeln Lucifer. Den lille röde gubben med treudd, horn och mustasch har sina rötter i Dantes Den gudomliga komedin. Uppfattningen om huruvida figuren existerar eller är en representation varierar inom olika kristna församlingar. När det gäller kristendomen finns riktningar inom den ortodoxa och den katolska kyrkan, samt bland vissa frikyrkor, som anser att demoner, onda andar eller andra övernaturliga entiteter kan inta en människa och därför förespråkar exorcism som en metod för att driva ut det onda väsendet. Detta har sina rötter i Nya Testamentet, där Jesus sägs driva ut demoner och onda andar.

## Ondska ur natur- och samhällsvetenskapliga perspektiv
Många psykologer och psykiatrer ställer sig tveksamma till begreppet ondska, eftersom det ofta leder till skuldbeläggande av en patient. Under senare tid har dock vissa psykologiforskare som M. Scott Peck framfört tanken att vissa människor som genom att inte erkänna sina tillkortakommanden (sin "skugga") och projicera sina dåliga egenskaper på andra (jämför Münchhausen by proxy), framkallar ångest och förvirring hos de människor de möter; något som Peck menar är typiskt för ondska.
Andra menar att människors omoraliska handlingar är en konsekvens av biologiska eller sociala faktorer. Exempelvis kan ondska förklaras som en följd av neurologiska störningar eller som en följd av en traumatisk barndom.